# الأوقاف في الدولة العباسية

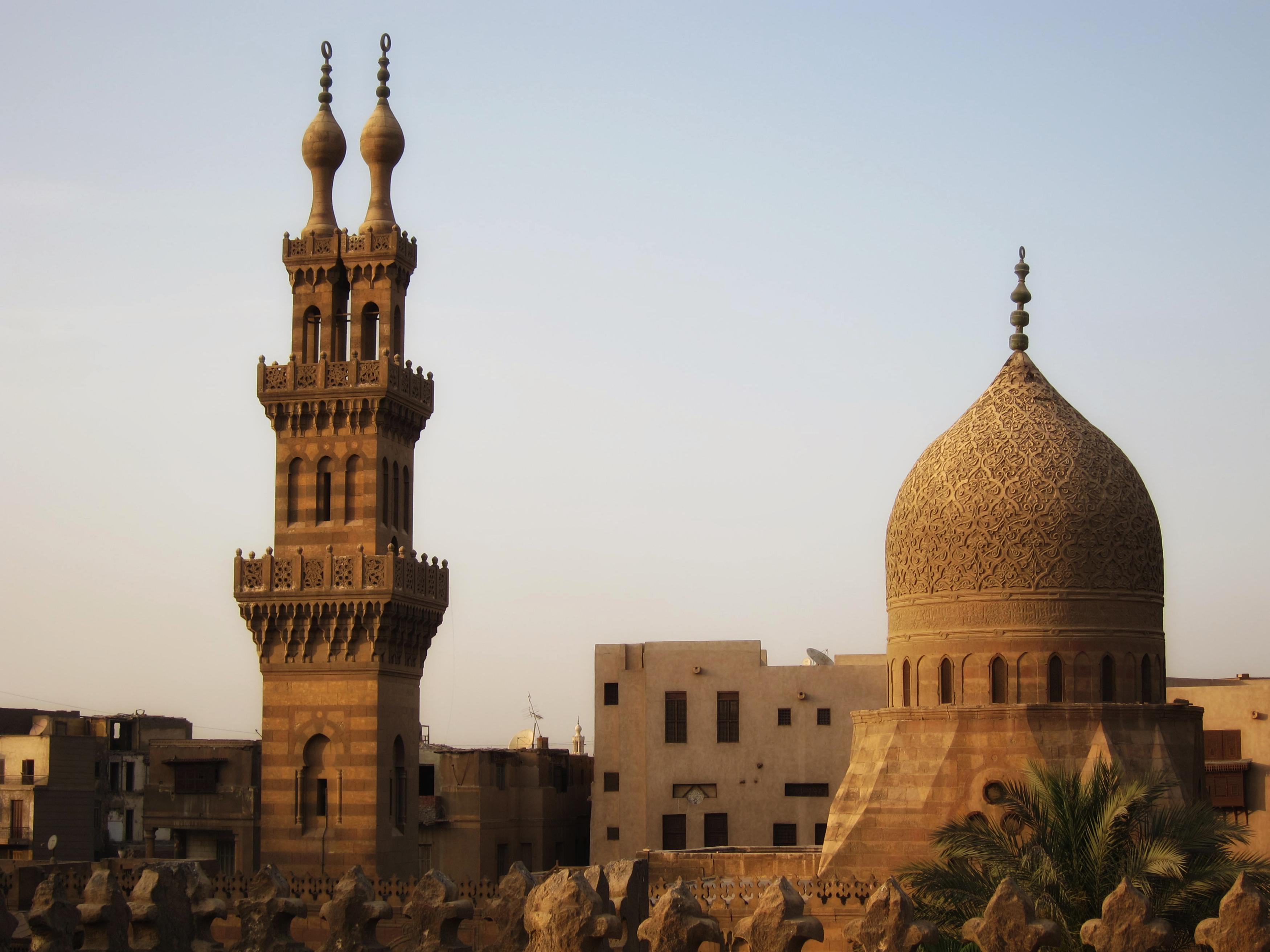
مسجد قاني باي الرماح المملوكي في القاهرة التي احتضنت الخلافة العباسية بعد اندثارها في بغداد.

الأوقاف في الدولة العباسية تنوعت مجالات الوقف في العهد العباسي على جوانب متعددة، كالإنفاق على الفقراء والمساكين، وتأسيس المساجد والمدارس، والإنفاق على التعليم والرعاية الصحية، وإنشاء السقايات، وتأسيس المكتبات والإنفاق عليها، وكان لإدارة الوقف في العهد العباسي رئيساً يسمى (صدر الوقوف)، للإشراف على إدارتها، وفي القرن الرابع الهجري، كان يُعَيّن متولي للأوقاف، ثم تم إنشاء ديوان مستقل للأوقاف منفصل عن ديوان القضاء، وتركّزت أوقاف المرأة في هذا العهد على أمهات وزوجات الخلفاء العباسيين، وذكرت المصادر أبرز الواقفين في هذا العهد، الذي أظهر فيه خلفاء بني العباس اهتماماً كبيراً بالأوقاف وتنميتها وتنويعها.

## إدارة الوقف في العهد العباسي
في العهد العباسي الأول كان لإدارة الوقف رئيسٌ يسمى (صدر الوقوف)، أُنيط به الإشراف على إدارتها وتعيين الأعوان لمساعدته على النظر عليها، وفي عهد المأمون الخليفة العباسي، نظّم قاضيه بمصر (لهيعة بن عيسى الحضرمي) الأوقاف، وكان من أحسن ما عمله في ولايته أن قضى في أوقاف مصر كلها، فلم يبق منها شيئ حتى حكم فيه، إما ببينة ثبتت عنده، وإما بإقرار أهل الوقف، وكان يقول: "سألت الله أن يبلغني الحكم فيها، فلم أترك شيئاً منها حتى حكمت فيه، وجددت الشهادة به، وفي النصف الأول من القرن الرابع الهجري، كان يُعَيّن متولٍ للأوقاف، ولعل أهم من تولى النظر فيها (بكران بن الصباغ)، وقام معه (أحمد بن عبدالله الكشي)، وقد جعل لهما النظر في الأوقاف في عهد الخليفة العباسي الراضي في ربيع سنة (321هـ)، وكانت هذه الخطوة بداية إنشاء ديوان مستقل للأوقاف منفصل عن ديوان القضاء.

## الوقف على المساجد في العهد العباسي

### مسجد البيعة بمنى

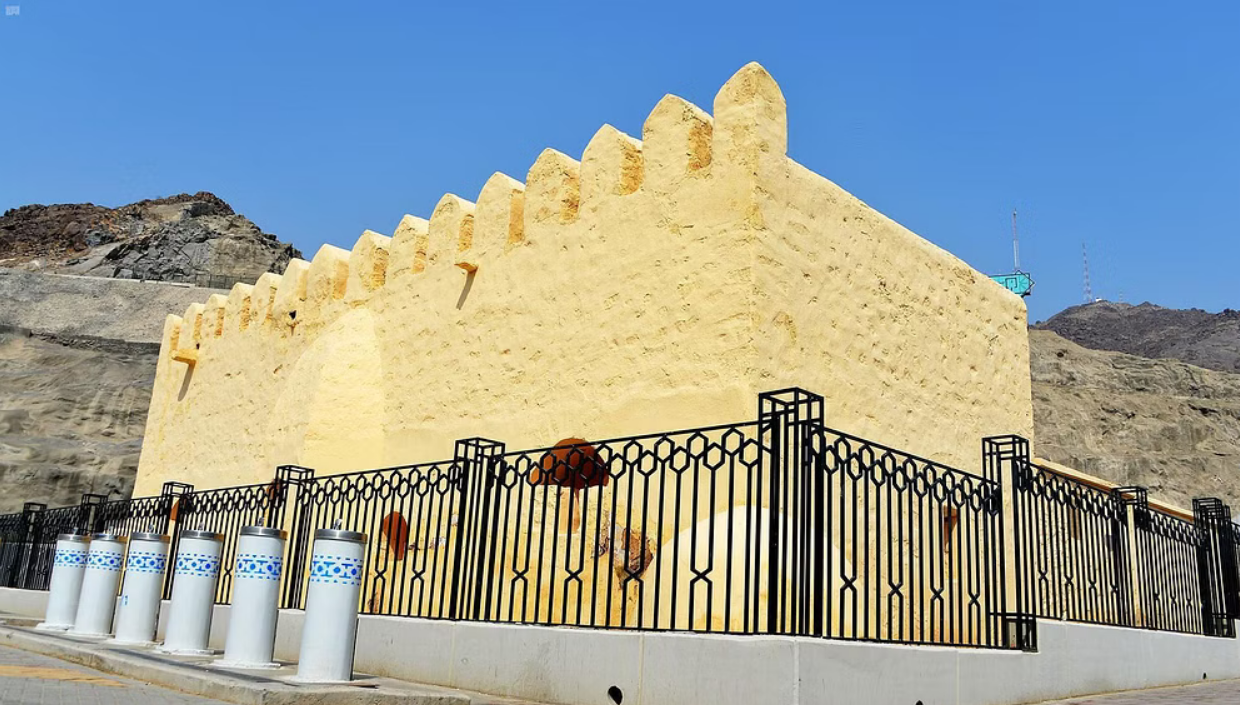
مسجد البيعة - مكة المكرمة

وقد بنى هذا المسجد أبو جعفر المنصور في الموقع الذي بايع رسول الله ﷺ فيه نفراً من الأنصار بمكة، بحضرة عمه العباس بن عبد المطلب، وسمي بمسجد البيعة لهذا السبب، وكان الغرض من بناء هذا المسجد هو أن يعرف الحجاج وأبناء السبيل المكان الذي كانت فيه بيعة الأنصار للرسول ﷺ، والتي كانت نقطة تحول في تاريخ الإسلام، ويستفاد من المسجد لإقامة شعيرة الصلاة، وهو الغرض العام من إنشاء المساجد.

### مساجد ابن جردة
قام ببنائها أبو عبد الله بن جردة، وقد اشتهر ببناء المساجد ذات الأوقاف، فقال ابن الدبيشي: "بنى مساجد ووقف عليها أوقافاً كثيرة"، ومساجد ابن جردة المقصودة تقع في داره الكبير بباب المراتب، التي اشتملت على مجموعة من الدور الصغيرة، وكانت تشتمل على ثلاثين داراً، وعلى بستان وحمام، ولها بابان، وعلى كل مسجد مؤذن إذا أذن في أحدهما لم يسمع الآخر، وهناك مسجد آخر لابن جردة في نهر المعلى، اشتهر بصفته العلمية، وقد ختم فيه القرآن الآلاف من الطلاب، ومن المؤكد أن لهذه المساجد نصيباً من الأوقاف التي رصدها ابن جردة لمساجده للنهوض بخدماته الدينية والعلمية للطلاب من جهة، ولشيوخه من جهة أخرى، والذين وجدوا في هذه الأوقاف سبباً لاستمرارهم في التدريس لمدة طويلة.

### جامع القرويين
والذي يعود بناؤه إلى العصر العباسي الأول، سنة (254هـ)، وظل هذا المسجد منارة للعلم فترات طويلة، وكانت فيه مكتبة ضخمة ويقال: إنه أقدم جامعة في تاريخ الإسلام، ولقد مرَّ جامع القرويين بثلاثة أدوار:
1. الأول: عند تأسيسه سنة: (254هـ)،
2. والثاني: عند الزيادة فيه سنة: (345هـ).
3. والثالث: عندما زيدت مساحته في عصر علي بن يوسف سنة (530هـ)، وتولَّى مشروع زيادة مسجد القرويين وتوسيعه القاضي أبو عبد الله مُحَمَّد بن داود، وحرص على أن يكون المال من أوقاف مساجد المسلمين.[10]

### جامع المهدي
وينسب هذا المسجد للخليفة المهدي، ويقع بالرصافة، ولهذا سمي بجامع الرصافة، وقد بناه الخليفة المهدي في أول خلافته.

### مسجد الشريف الزيدي
وينسب هذا المسجد لأبي الحسن الزيدي، ويقع بدرب دينار في الجانب الشرقي من بغداد، ولهذا المسجد أهمية خاصة بسبب ما اشتهرت به خزانة الكتب الموقوفة التي ضمت أنواعاً كثيرة من التصانيف والمؤلفات، والظاهر أن الأصل في المبالغ التي أسس فيها المسجد، ومكتبته كانت نذراً شخصياً تعهد به الوزير أبو الفرج ابن رئيس الرؤوساء بعد عودته للوزارة مرة أخرى.

## الوقف على التعليم
اهتم الكثير من الخلفاء والعلماء والناس في عهد الدولة العباسية بالتعليم وجمع الكتب واقتنائها على شكل خزائن كتب، منهم من كان بدافع حب العلم، وزيادة في المعرفة، ومنهم من كان يجمعها كهواية، ومنافسة لغيره، ومنهم من أفاد الناس بها بطريقة الوقف لتأمين المصلحة العامة، وفي هذا العصر اتخذ العلم نموذج المدرسة المستقلة عن دور العبادة، وأموال الأوقاف كانت المورد الأساسي للنشاط العلمي والثقاف.
ومن النماذج الوقفية على التعليم في عهد الدولة العباسية:

### مدرسة أبي حنيفة النعمان

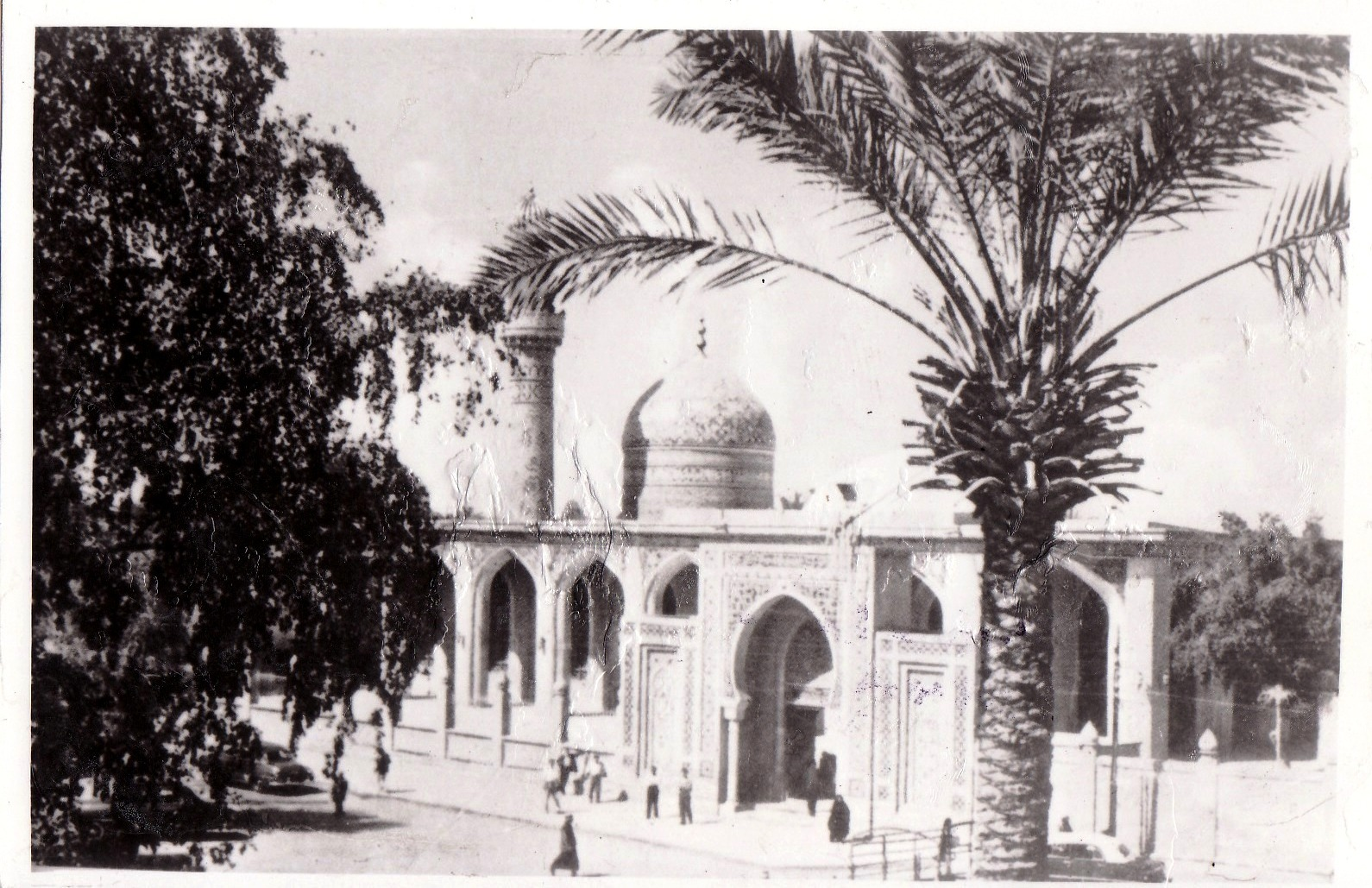
مشهد لجامع الإمام ابي حنيفة في الأعظمية في بغداد في العهد الملكي بعقد الخمسينيات

قام ببناء هذه المدرسة (جعفر بن يحيى بن عبد الله أبو الفضل التميمي، المعروف بالحكاك المكي)، وقد تمتعت هذه المدرسة بأوقاف علمية ومالية تمثلت فيما وقف عليها من الكتب والممتلكات، ففي مجال الثقافة يبدو أنها احتفظت بمكتبة عامرة كانت موقوفة على منفعة الطلاب وإفادتهم العلمية، وقد أوقف بعض أهل العلم كتبهم في هذه الخزانة، ومنهم أبو يوسف بن البندار، والطيب بن جزلة، فقد أوقف كتبه في مشهد الإمام أبي حنيفة.
وأما الأوقاف المالية للمدرسة، فالظاهر أنها غزيرة وكبيرة القيمة، وتقدر أوقافها أنها نحو ثمانين ألف دينار، وقد أمر السلطان محمود بالختم على أموال وقف مدرسة أبي حنيفة ومطالبة العمال بالحساب، ووكل بقاضي القضاة الزينبي لذلك، وكان قد قيل للسلطان: إن دخل المكان ثمانون ألف دينار، ما ينفق عليه عشره.

### المدرسة النظامية
أسسها الوزير العباسي (نظام الملك)، في بغداد، وقد شرع في بنائها في سنة (457هـ)، وفرغ من بنائها في ذي القعدة سنة (459هـ)، ورصد لها (نظام الملك) مجموعة كبيرة من الطلاب، حيث وفر لهم المأكل والمشرب والملبس والمسكن والأدوات الكتابية والمدرسية، وكان لها مدير وأساتذة وخزنة للكتب، يصرف عليهم من الأوقاف، كما كان لها بواب وخدم، يأخذون أجوراً على أعمالهم من أوقافها، ولهذا اشترى (النظام) خياماً وحمامات وخانات ومخازن ومحلات، وجعلها وقفاً عليها، وكان ينفق كل عام (ألف وخمسمائة دينار) على الأساتذة والطلاب، حيث كان يعيش فيها ستة آلاف طالب يطلبون العلم.

### رباط المأمونية
وقد أنشأت هذا الرباط (زمرد خاتون)، وأوقفت عليه قرية، وجعلت أبو القاسم بن أبي عبد الله الصوفي شيخاً للصوفيه المقيمين فيه، كما أُسند إليه النظر في أوقافه، واحتوى رباط المأمونية على العديد من الكتب الفقهية والنحوية، ومنها كتب (أبو محمد عبد الله بن أحمد الخشاب)، فقد أوقف كتبه في رباط المأمونية.

### دار علم سابور
أسسها الوزير سابور بن أردشير ببغداد، في محلة بين السورين بالكرخ من بغداد، بعد أن ابتاع داراً وعمرها لهذا الغرض، ووقف فيها كتباً كثيرة على المسلمين المنتفعين بها.

### المكتبات الطبية
اُلحقت المكتبات الطبية بالبيمارستانات لتكون في كل بيمارستان مكتبة كبيرة، يستفيد منها الأطباء والمرضى والتلاميذ الذين يتعلمون الطب، وعمل الخلفاء والأمراء على تزويد مثل هذه المكتبات بالكتب ودعموها بالأموال، ومثل ما فعل نور الدين محمود بن زنكي من تشييده مكتبة كبيرة بالبيمارستان النوري في دمشق، وأوقف عليه الأموال والكتب لتكون خدة للطلبة والمعلمين.

## الوقف على الرعاية الصحية
يُعد العصر العباسي من أزهى العصور الإسلامية الحضارية، فحين اعتلـى العباسـيون كرسي الحكم ازدهرت البيمارستانات بشكل كبير، وهذا يدل على مدى اهتمامهم بالعلوم الطبيـة، وتشجيعهم للأطباء وتشييدهم للمدارس الطبية التابعة للبيمارستانات.
وأصبحت مهنة الطب في العهد العباسي مهنة لا يعبث بها المحتالون والسحرة وأنصاف الأطباء، لذا تبارى الخلفاء والسلاطين والأمراء والنساء على تشييد البيمارستانات وأشرفت عليها الأوقاف.
ومن النماذج الوقفية على الرعاية الصحية في العهد العباسي ما يلي:

### البيمارستان الصاعدي
أنشأه الخليفة العباسي المعتصم بالله في بغداد، وأوكل ببنائه إلى الطبيب أبي بكر الرازي بعد تحديد موضعه الملائم للظروف البيئية، وكان الخليفة يخرج كل يوم عشرة دنانير شهرياً نفقات للبيمارستان والأطباء، ويعطي الأرزاق للأطباء والكحالين، ومن يخدم المغلوبين على عقولهم والبوابين والخبازين وغيرهم، وأثمان الطعام والأشربة.

### بيمارستان للعميان
أنشأه الخليفة العباسي أبو جعفر المنصور، وخصّص مكاناً للمجانين يتلقون فيه العلاج، وعمل على استقدام (جرجوريوس) الطبيب الفارسي المشهور، واهتم بالناحية الصحية والنفسية للعامة.

### بيمارستان بدر المعتضدي
ويقع هذا البيمارستان في المخرم، وينسب إلى بدر غلام الخليفة المعتضد، وقد تميز بأوقافه الغزيرة من جهة، ورعاية الدولة لهذه الأوقاف في منفعة المرضى من جهة أخرى، وقد اعتنت الخلافة العباسية بهذا البيمارستان ودققت في محاسبة متولي أوقافه.

## أوقاف المرأة المسلمة في العصر العباسي
لم يقتصر الوقف على الرجال في العهد العباسي، بل ساهمت النساء في ذلك، وكان لهن مساهمات كثيرة في مجالات مختلفة، كالتعليم والأربطة والمساجد والأسبلة المائية والصحة، ومن أبرز هذه الأوقاف ما يلي:

### أوقاف أم الخليفة الناصر لدين الله (زمرد خاتون)
أوقفت المدارس والربط والجوامع، ولها أوقاف كثيرة في القربات، ومن أوقافها: مسجد الحضائر – مسجد أم الناصر-: فقد بنته بمشرعة السقائين على شاطئ دجلة، وأنفقت عليه أموالاً كثيرة، وأوقفته للحنابلة.

### أوقاف زبيدة بنت جعفر
فقد ابتنت دور السبيل بمكة، واتخذت المصانع والآبار والبرك بمكة وطريقها المعروفة إلى هذه الغاية، وما أحدثته من الدور للتسبيل بالثغر الشامي وطرطوس وما وقفت عليه من الأوقاف.

### رباط العالِمة شُهدة الإبرية
بنت هذا الرباط شُهدة الإبرية، وأوقفت عليه أوقافاً للإنفاق عليه واستمراريته، والذي استقطب العديد من مشاهير الصوفية من بغداد ومن خارجها.

### المدرسة البشيرية
وينسب إنشاء هذه المدرسة إلى السيدة المعروفة بباب بشير (عتيقة الخليفة المستعصم) آخر خلفاء بني العباس بالجانب الغربي من بغداد تجاه قطفتا، وبظاهر محلة شارع ابن رزق الله، وجعلتها وقفاً على المذاهب الأربعة على قاعدة المستنصرية، ووقفت عليها وقوفاً كثيرة قبل فراغها، وقد أثبت الوقف بكتابته في السجل الخاص بالوقف، وأشهد على ذلك قاضي القضاة ومن حضر مجلسه من العدول وغيرهم، ولم تقتصر السيدة (باب بشير) في أوقافها على المدرسة ذات المذاهب الأربعة، بل كان لها من المعاهد الخيرية دار القرآن على شاطئ دجلة بالجانب الغربي، يدرس فيها أبناء الفقراء، وقد أشهدَت على نفسها بدار الوزير على صحة الوقف وثبوته بحضور قاضي القضاة والعدول وغيرهم، وتمت كتابة الوقف في السجل الخاص لذلك، وقرأ على الحاضرين فوضعوا خطوطهم تاكيداً لذلك، ثم خلع عليهم جميعاً، وكان لها رباط للنساء شملته برعايتها بالأوقاف أسوة بغيره من المعاهد الخيرية التي أسهمت بإنشائها، حيث كانت ذات بر وتقوى.

### وقف الخيزران (زوجة الخليفة المهدي)
فمن أعمالها الخيرية، تحويلها للبيت الذي وُلد فيه الرسول ﷺ إلى مسجد يصلي فيه الناس.

### بيمارستان السيدة (شغب)
وقد تم افتتاح هذا البيمارستان في محرم من عام (306هـ) من قبل السيدة شغب زوجة الخليفة العباسي المعتضد بالله وأم الخليفة العباسي المقتدر بالله، ويقع في منطقة سوق يحيى على نهر دجلة، وبلغ نفقته ستمائة دينار في الشهر، وأكثر من سبعة آلاف دينار سنوياً.

## أبرز الواقفين في عهد الدولة العباسية
وقد اشتهر بالوقف في هذا العهد عدد كبير من الخلفاء والأمراء والوزراء، ونسائهم، ومن عامة الناس، ومن أبرز الواقفين في هذا العهد:

### الخليفة محمد المهدي
لعب محمد المهدي دورًا بارزًا في تنمية الأوقاف، ففي سنة (160هـ) وبعد أداء الخليفة محمد المهدي فريضة الحج، أمر بعمارة المسجد الحرام والزيادة فيه، ومن أوقافه: حفر نهر الصلة بواسط، وإحياء ما عليه من الأراضي ووقفها، حيث أُوقفت غلَّات الأراضي المزروعة على مياه هذا النهر لصلات أهل الحرمين، ونفقتهم، ومن أعمال المهدي الوقفية أنه حفر في طريق الحج الكوفي بئراً، وله عدة برك وآبار بالثعلبية، ومن أوقافه أنه أمر ببناء مسجد بذات عرق معلماً للحجاج القادمين من العراق وبلاد المشرق.

### فخر الدولة بن المطلب
ومن أبرز أوقافه، مدرسته المعروفة بدار الذهب، فقد بناها وسلمها إلى جمال الدين بن فضلان الشافعي، وأوقف عليها وقفاً حراً، ما يكون محصوله في كل سنة ألفا وخمسمائة دينار إمامية، وأقام رباطًا للصوفية مجاوراً لمدرسته، وأوقف عليه جملة كثيرة، وعمر جامعاً كبيرا في الجانب الغربي من مدينة السلام، وغرم عليه حدوداً من ثلاثين ألف دينار، وأوقف عليه وقوفاً كبيرة، وجعل الولاية والوصية إلى جلال الدين بن البخاري نائب الوزارة، وأوقف عدة نواحي وبساتين على ابنته، ولم يكن له ولد سواها، وشرط عليها إن تزوجت لا تستحق شيئاً من هذا الوقف، وأكد الوصية إلى نائب الوزارة بذلك.

### الخليفة موسى الهادي
فقد أمر ببناء مدينة في القزوين عرفت بمدينة موسى نسبة إليه، وقد ابتاع أرضاً تدعى (رستم آباد)، فوقفها على مصالح مدينة قزوين والغزاة بها، وهذا صريح في أن موسى الهادي وقف أرضاً زراعية واسعة على مصالح مدينة إسلامية عامرة، ولأغراض الجهاد في سبيل الله.

### أبو مسلم الخراساني
كان أبا مسلم الخراساني عند خروجه إلى مكة يصلح العقاب، ويكسو الأعراب في كل منزل، ويصل من سأله، وكسا الأعراب البتوت والملاحف، وحفر الآبار، وسهل الطرق.

### الخليفة هارون الرشيد
بنى هارون الرشيد المصانع والثغور في طريق مكة والمدينة، ومنى وعرفات، وبنى ثمان ثغور مثل طرطوس وغيرها، وبنى دوراً للمرابطين، وقد ذكرت المصادر عدداً من المنشئات والآبار والعيون والبساتين والبرك مما عمله هارون الرشيد بطريق الحج، وقد ذكر الأزرقي: أن هارون الرشيد أحيا بعض العيون التي أنشأها معاوية بمكة، وصرفها في عين واحدة، يقال لها: (الرشا)، تسكب في الماجلين.

### زبيدة بنت جعفر
وممن اشتهرت بالوقف على نطاق واسع خلال العهد العباسي زبيدة بنت جعفر، زوج هارون الرشيد، فقد كانت معروفة بالخير والإنفاق على العلماء والفقراء، ولها آثار عديدة على طريق مكة والمدينة، والحرمين، وساقت الماء من أميال، ووقفت على عمارة الحرمين، ومن أوقافها المشهورة عين زبيدة: عين عذبة الماء غزيرة، أجرتها، وهي تنبع من وادي نعمان، ثم تمر في عرفات، فتقطع وادي عُرنَة إلى الخَطْم، ثم تنحدر إلى منى فمكة، وكانت مصممة بطريقة انسيابية انحدارية، وكانت سقيا أهل مكة، إلى أن أُجريت عيون أخرى في العهد الحديث.

### الخليفة المعتصم بالله
جلس قبيل خروجه لفتح عمورية في دار العامة، وأحضر من أهل مدينة السلام قاضيها (عبد الرحمن بن إسحاق، وشعيب بن سهل) ومعهما ثلاثمائة وثمانية وعشرون رجلاً من أهل العدالة، فأشهدهم على ما وقف من الضياع، فجعل ثلثاً لله، وثلثاً لولده، وثلثاً لمواليه.

## مواضيع ذات صلة
- الأوقاف في الدولة الأموية
- الأوقاف في الدولة الأيوبية
- وقف المرأة

## وصلات خارجية
- نظام الوقف في الإسلام حتى نهاية العصر العباسي الأول